# Бакара
Бакара (фр. Baccarat) насеље је и општина у североисточној Француској у региону Лорена, у департману Мерт и Мозел која припада префектури Линевил.
По подацима из 2011. године у општини је живело 4584 становника, а густина насељености је износила 338,8 становника/km². Општина се простире на површини од 13,53 km². Налази се на средњој надморској висини од 275 метара (максималној 365 m, а минималној 257 m).

## Демографија
| 1962. | 1968. | 1975. | 1982. | 1990. | 1999. | 2011. |
| ----- | ----- | ----- | ----- | ----- | ----- | ----- |
| 6.067 | 5.856 | 5.590 | 5.433 | 5.022 | 4.746 | 4.584 |

График промене броја становника у току последњих година

## Партнерски градови
- Гернсбах